# Nika Melia
Nikanor "Nika" Melia (georgiska: ნიკა მელია) född 1979 i Tbilisi, är en georgisk politiker.